# Barnaby Jones
Barnaby Jones è una serie televisiva statunitense in 178 episodi trasmessi per la prima volta nel corso di 8 stagioni dal 1973 al 1980.
È uno spin-off della serie televisiva Cannon. Il primo episodio, Requiem for a Son (Requiem per un figlio), andato in onda il 28 gennaio 1973, vede nel cast anche William Conrad (l'attore protagonista di Cannon). Fino alla cancellazione di Cannon, avvenuta nel 1976, i personaggi di entrambe le serie fanno crossover da una all'altra.

## Trama

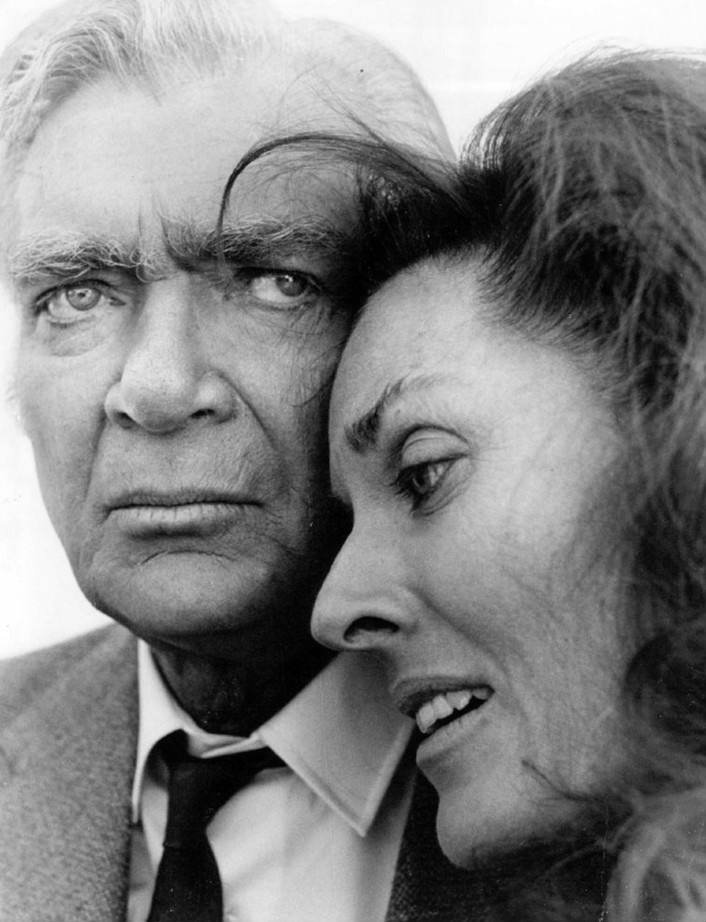
Buddy Ebsen (Barnaby Jones) e Lee Meriwether (Betty Jones)

Barnaby Jones, dopo aver lavorato per molti anni come investigatore privato, decide di ritirarsi e lascia l'attività a suo figlio Hal. Quando Hal viene ucciso mentre indaga su un caso, Barnaby decide di rimettersi in gioco per trovare l'assassino. La nuora Betty Jones, vedova di Hal, si unisce alle indagini del suocero per risolvere l'omicidio. I due decidono poi di tenere aperta l'agenzia investigativa e di dedicarsi alla risoluzione di altri casi. Nel 1976, il personaggio di Jedediah JR Romano, figlio del cugino di Barnaby, si unisce al cast. Arrivato per risolvere l'omicidio di suo padre, JR resta per aiutare Barnaby e Betty, ma anche per frequentare la facoltà di legge.
Verso l'ultima parte della serie, con l'avanzare degli anni, Buddy Ebsen esprime l'interesse a rallentare le sue partecipazioni, e i personaggi di Betty Jones e Jedediah Romano diventano più preminenti, permettendo a Ebsen di ridurre progressivamente il suo ruolo. Durante le ultime due stagioni, lo spazio a disposizione negli episodi è diviso equamente tra i tre attori.

## Personaggi

### Personaggi principali
- Barnaby Jones (178 episodi, 1973-1980), interpretato da Buddy Ebsen.
- Betty Jones (178 episodi, 1973-1980), interpretata da Lee Meriwether, nuora di Barnaby.
- Tenente John Biddle (94 episodi, 1973-1980), interpretato da John Carter.
- "J.R." Jones (93 episodi, 1976-1980), interpretato da Mark Shera, cugino di Barnaby.

### Personaggi secondari
- Dan Rhodes (7 episodi, 1973-1978), interpretato da Hank Brandt.
- Dave Howell (7 episodi, 1973-1980), interpretato da Stephen Coit.
- Dale Fowler (7 episodi, 1973-1980), interpretato da Eugene Peterson.
- Cam Wheeler (6 episodi, 1973-1979), interpretato da Gary Lockwood.
- Gordon Kingman (6 episodi, 1973-1978), interpretato da Bradford Dillman.
- Dwight Kincaid (6 episodi, 1973-1980), interpretato da Robert Hogan.
- Adams (6 episodi, 1973-1980), interpretato da Stuart Nisbet.
- Segretaria di Brendon (6 episodi, 1973-1979), interpretata da Sandra de Bruin.
- Segretaria di Brooke (6 episodi, 1974-1980), interpretata da Bonnie Ebsen.
- Harbor Master (6 episodi, 1974-1980), interpretato da John Gilgreen.
- Ben Ross (6 episodi, 1974-1980), interpretato da Laurence Haddon.
- Anita Parks (6 episodi, 1974-1980), interpretata da Claudette Nevins.
- Dan Carson (6 episodi, 1974-1980), interpretato da Roger Perry.
- Claire Boyer (5 episodi, 1974-1979), interpretata da Renne Jarrett.
- Charles Eldridge (5 episodi, 1973-1980), interpretato da Phillip Pine.
- David Kingsley (5 episodi, 1974-1980), interpretato da Linden Chiles.
- Al Geiger (5 episodi, 1973-1980), interpretato da Alex Henteloff.
- John Flory (5 episodi, 1973-1977), interpretato da Lou Frizzell.
- Bill Claymore (5 episodi, 1973-1980), interpretato da Jerry Douglas.
- Charly (5 episodi, 1973-1979), interpretato da Jonathan Goldsmith.
- Burt Logan (5 episodi, 1973-1979), interpretato da James Luisi.
- Bill Hummel (5 episodi, 1973-1978), interpretato da Don Dubbins.
- Arnold Moore (5 episodi, 1973-1978), interpretato da Robert Patten.
- Stuart Nettleson Jr. (5 episodi, 1973-1979), interpretato da Richard Derr.
- Eddie Wheelock (5 episodi, 1973-1976), interpretato da Frank Maxwell.
- Charlie Graham (5 episodi, 1973-1977), interpretato da Paul Sorensen.
- Bill Collier (5 episodi, 1973-1979), interpretato da Michael Masters.
- Ed Flynn (5 episodi, 1973-1980), interpretato da Len Wayland.
- Ellen Coogan (5 episodi, 1973-1979), interpretata da Claudia Bryar.
- Ted Sayers (5 episodi, 1973-1979), interpretato da Dabney Coleman.
- Alan Simmons (5 episodi, 1973-1979), interpretato da Robert Doyle.
- Paul (5 episodi, 1973-1979), interpretato da Byron Mabe.
- Tenente Walt Abbott (5 episodi, 1973-1979), interpretato da Tim O'Connor.
- Laura Enders (5 episodi, 1973-1977), interpretata da Claire Brennen.
- Dottor Jackson (5 episodi, 1974-1978), interpretato da Walker Edmiston.
- Arthur Catlin (5 episodi, 1975-1979), interpretato da Edward Power.
- Dororthy Warner (5 episodi, 1976-1979), interpretata da Jenny O'Hara.

## Guest star
Conlan Carter, Gary Lockwood, Stefanie Powers, Wayne Rogers, William Shatner, Leslie Nielsen, Richard Anderson, Claude Akins, Carl Betz, Meredith Baxter Birney, Bill Bixby, Jack Cassidy, Geraldine Brooks, Richard Bull, Dabney Coleman, Jackie Coogan, Glenn Corbett, Cathy Lee Crosby, Meg Foster,  Robert Foxworth, Anne Francis, Lynda Day George, Richard Hatch, James Hong, Claudia Jennings, Lenore Kasdorf, Margot Kidder, Geoffrey Lewis, Ida Lupino, Roddy McDowall, George Maharis, Read Morgan, Nick Nolte, Joan Tompkins, Jessica Walter.

## Produzione
La serie fu prodotta da Quinn Martin Productions e Woodruff Productions e girata a Los Angeles in California.

### Registi
Tra i registi della serie sono accreditati:
- Walter Grauman (49 episodi, 1973-1979)
- Michael Caffey (23 episodi, 1973-1980)
- Kenneth Gilbert (12 episodi, 1976-1980)
- Leslie H. Martinson (9 episodi, 1974-1977)
- Leo Penn (9 episodi, 1975-1979)
- Seymour Robbie (8 episodi, 1973-1979)
- Alf Kjellin (5 episodi, 1973-1977)
- Lawrence Dobkin (5 episodi, 1973-1974)
- Michael Preece (5 episodi, 1978-1980)
- Ralph Senensky (3 episodi, 1973-1975)
- Corey Allen (3 episodi, 1974-1975)
- Mel Damski (3 episodi, 1976)
- Dick Lowry (3 episodi, 1978-1980)
- Robert Sherman (3 episodi, 1978-1980)
- Marc Daniels (2 episodi, 1973-1974)
- William Hale (2 episodi, 1973-1974)
- Virgil W. Vogel (2 episodi, 1973)
- Robert Douglas (2 episodi, 1974)
- William Wiard (2 episodi, 1974)
- Richard C. Bennett (2 episodi, 1975)
- Joseph Manduke (2 episodi, 1977-1979)
- Bruce Kessler (2 episodi, 1978-1979)
- John Carter (2 episodi, 1979-1980)
- Graeme Clifford (2 episodi, 1979-1980)

## Distribuzione
La serie fu trasmessa negli Stati Uniti dal 1973 al 1980 sulla rete televisiva CBS. 
In Italia è stata trasmessa con il titolo Barnaby Jones.
Alcune delle uscite internazionali sono state:
- negli Stati Uniti il 28 gennaio 1973 (Barnaby Jones)
- nel Regno Unito il 4 aprile 1974
- in Italia (Barnaby Jones)
- in Spagna (Barnaby Jones)

## Episodi
| Stagione         | Episodi | Prima TV USA | Prima TV Italia |
| ---------------- | ------- | ------------ | --------------- |
| Prima stagione   | 13      | 1973         | 1977            |
| Seconda stagione | 24      | 1973-1974    | 1978            |
| Terza stagione   | 24      | 1974-1975    | 1979            |
| Quarta stagione  | 24      | 1975-1976    |                 |
| Quinta stagione  | 24      | 1976-1977    |                 |
| Sesta stagione   | 22      | 1977-1978    |                 |
| Settima stagione | 25      | 1978-1979    |                 |
| Ottava stagione  | 22      | 1979-1980    |                 |